# Hang You Up
Hang You Up è un singolo degli Yellowcard, pubblicato il 22 febbraio 2011 come seconda canzone tratta dall'album del 2011 When You're Through Thinking, Say Yes, il primo disco dopo la reunion della band. Il video è stato caricato su YouTube il 31 marzo.
La Hopeless Records ha organizzato una campagna radiofonica per promuovere il singolo su svariate radio locali, cosa insolita per una casa discografica indipendente.

## Testo
Il testo, scritto da Ryan Key, parla di un amore terminato, dal quale il narratore in prima persona non riesce a staccarsi e intraprende un percorso di straniamento dalla realtà. Per provare ad esorcizzare questo dolore, decide così di sfogarlo in una canzone, dove spiega che la ragazza in questione era per lui come la luce dentro ad una galleria oscura, che lui cerca ancora di seguire nella sua testa nonostante questa luce si sia per lui ormai spenta: i due, passati diversi anni, non si vedono quasi più, e anche quando capita loro di incontrarsi, lei si volta dall'altra parte per non salutarlo. L'immagine della fotografia in bianco e nero, che il protagonista continua ad appendere e a tirare giù dal muro, rimarca ulteriormente la lontananza nel tempo di questo amore. Il protagonista riprende poi dicendo che non ha più intenzione di chiedere scusa alla ragazza, avendolo già fatto molte volte invano in passato; ma questa piccola affermazione della propria volontà (e del proprio orgoglio) è subito soffocata perché lei è ancora al centro di tutti i suoi pensieri e gli manca ogni giorno di più; come se non bastasse, anche gli amici cominciano ad abbandonarlo a causa di questa sua ossessione e lui si ritrova sempre più solo, e mentre passano gli anni l'unica felicità per lui consiste nell'evocazione dei ricordi del tempo trascorso con lei, perché in questo modo riesce a tornare indietro nel tempo e rivivere il passato. Il processo di alienazione dal mondo reale si conclude nell'ultima strofa, in cui il protagonista dice di non sentire più alcuna musica né alcun suono, perché qualsiasi rumore o parola porta dentro di sé l'immagine della ragazza.

## Video
Il video, diretto da Chris Marrs Piliero, è stato ideato dallo stesso Ryan Key e diretto nei primi giorni di marzo del 2011. L'obiettivo della band era quello di creare un video leggero e divertente, che contrastasse con il testo della canzone, triste e malinconico. Come ha spiegato Key, "se non ridi vedendo il video significa che abbiamo fallito l'obiettivo".
Il video si apre con Ryan che cammina per strada cantando la canzone. Si siede su una panchina per allacciarsi le scarpe, e continuando a cantare disturba un signore seduto accanto a lui che sta parlando al telefono, e che sbotta "no, aspetta ché non ti sento! C'è un giovanotto qui che non finisce più cantare!". Ryan comunque per sua fortuna si alza e mettendosi il grembiule da cameriere si reca presso il fast food dove lavora, al drive-through. Anche qui continua a cantare, così che quando un ragazzo ferma la macchina presso il citofono per ordinare un doppio cheeseburger, dall'altoparlante sente la voce di Ryan che canta. In quel momento, Ryan vede passare per strada la sua ex ragazza assieme a un'amica di lei, e non riuscendo a resistere si lancia (letteralmente) fuori dalla piccola finestra del drive-through per raggiungere le due e proseguire la canzone. La ex ragazza di Ryan, appena sente la sua voce, manifesta la sua insofferenza: "Oddio... cosa vuoi, Ryan? Ne abbiamo già parlato mille volte. E poi ti ricordo che il giudice ti ha proibito di cantare in mia presenza." "Lo so, ma..." "No, non voglio sentire scuse. Basta cantare, ok? Giuro su Dio che se adesso apri la bocca e ti metti a cantare il pre-ritornello...", ma non fa in tempo a finire la frase perché è appunto ciò che Ryan inizia a fare, e così le due ragazze si allontanano. Ryan si toglie il grembiule e raggiunge il resto della band per suonare la canzone, con LP che gli passa la sua giacca da esibizione. Al termine della canzone, l'amica dell'ex di Ryan lo raggiunge, gli infila un bigliettino col suo numero di telefono in tasca e gli dice "puoi cantarmi quel pre-ritornello quando vuoi. Chiamami.". Ryan ammicca soddisfatto, perché in fondo l'amica non ha nulla da invidiare alla sua ex. Il video si chiude con l'uomo al telefono, sollevato finalmente dal termine della canzone, che esclama esultante "finalmente! E che cavolo!...".
La scena in cui Ryan si precipita fuori dalla finestrella è stata ripetuta 30 volte a causa della strettezza del passaggio.

## Formazione
- Ryan Key - voce e chitarra elettrica
- Sean Mackin - violino e seconde voci
- Longineu Parsons III - batteria
- Ryan Mendez - chitarra elettrica
- Sean O'Donnell - basso